# Крајпуташи у Горњим Бањанима
Крајпуташи у Горњим Бањанима (Општина Горњи Милановац) подигнути су крај стрме пешачке стазе на уласку у варошицу. Посвећени су војницима страдалим у Јаворском рату, Арсенију Деспотовићу и Андрији Стевановићу, по свој прилици браћи од стричева.

## Крајпуташ Арсенију Деспотовићу
Горњи споменик посвећен је мајстору Андрији Стевановићу родом из Полома.

### Опис споменика
Крајпуташ је димензија 160х40х21 cm, са поклопцем габарита 52х49х8 cm. Исклесан је од порозног жутог пешчара. У горњем делу богато је декорисан умноженим крстовима.

### Епитаф
У лучно засвођеним пољима уклесан је „стиховани” натпис који се чита почев од северне стране:
МНОГО
ХТЕО МНО
ГО ЗАПОЧЕО
ЧАС УМРЛИ
ЊЕГА ЈЕ ПОМЕО
СПОМЕН ОВАЈ
ПОДИГНУТ ЈЕ
АРСЕНИЈУ ДЕ
СПОТОВИЋ РО
ЂЕНОМ У ПОЛО
МУ А МАJSTORУ
Текст се наставља на десној, бочној страни:
А ДРУГ
АРСКОМ
ЖИТЕЉУ
СЕЛА БА
ЊАНА КОИ
ЈЕ У НАЈЛЕП
ШЕМ ДОБУ
А У 26ТОЈ
ГОД. СВОГ
МЛАЂАНОГ
а затим прелази на југ:
ЖИВОТА
СВОГ 21
МАРТА
1878 ГОДИНЕ
ПРИМИ БОЖЕ
МУЧЕНИКА У
СВОЈОЈ КУЋИ
СПОМЕНИК ОВАЈ
ПОДИЖЕ МУ БРАТ
ТЕОВИЛО СА СВО
ЈОМ БРАЋОМ
АПРИЛА 1879 Г

## Крајпуташ Андрији Стевановићу
Доњи, нижи споменик посвећен је младићу који је у 19-ој години страдао у Јаворском рату.

### Опис споменика
Исклесан је од истог жућкастог пешчара. Димензије стуба износе 110х30х22 cm.
Горњи делови споменика декорисани су орнаментом од умножених крстова.

### Епитаф
И овде читање текста почиње са северне стране:
ОВДЕ
ПОЧИВА
РАБОЖЈИ
АНДРИЈА
СТЕВАНОВ
ИЗ ОВОГ СЕ
ЛА БАЊАНА
КОЈ ПОЖИ
19 Г. АПРИМИ
ЈО ВЕНАЦ
Наставак је на десној бочној страни:
КОНЧА
НИЈА У
КУЋИ АР
СЕНИЈА
ДЕСПО
ТОВИЋА
ЖАЛ РА
ТУ ЧАС
ТУРСКОМ
Завршава се на јужној страни споменика:
ТОЕ 21
МАРТА
1878
ОВАЈ СПО
МЕН ПОД
ИЖЕ МУ ОТ
АЦ БРАТ
У 31.ЈУЛА
1879 Г.